# Zamach na Fiodora Berga
Zamach na Fiodora Berga – nieudany zamach na życie namiestnika Królestwa Polskiego generała Fiodora Berga, przeprowadzony 19 września 1863 w Warszawie w czasie powstania styczniowego, z inspiracji członka Rządu Narodowego i naczelnika wojskowego miasta stołecznego Warszawy Ignacego Chmieleńskiego. Akcję przygotowali Włodzimierz Lempke i Paweł Landowski.

## Historia
W okresie rozbiorów, 19 września 1863 po południu, w czasie powrotu rosyjskiego namiestnika Berga na Zamek Królewski, na pobliskim Nowym Świecie spadło na jego powóz kilka bomb z poddasza pałacu Zamoyskich. Wybuch zranił kilka koni z eskorty i towarzyszącego Bergowi adiutanta.

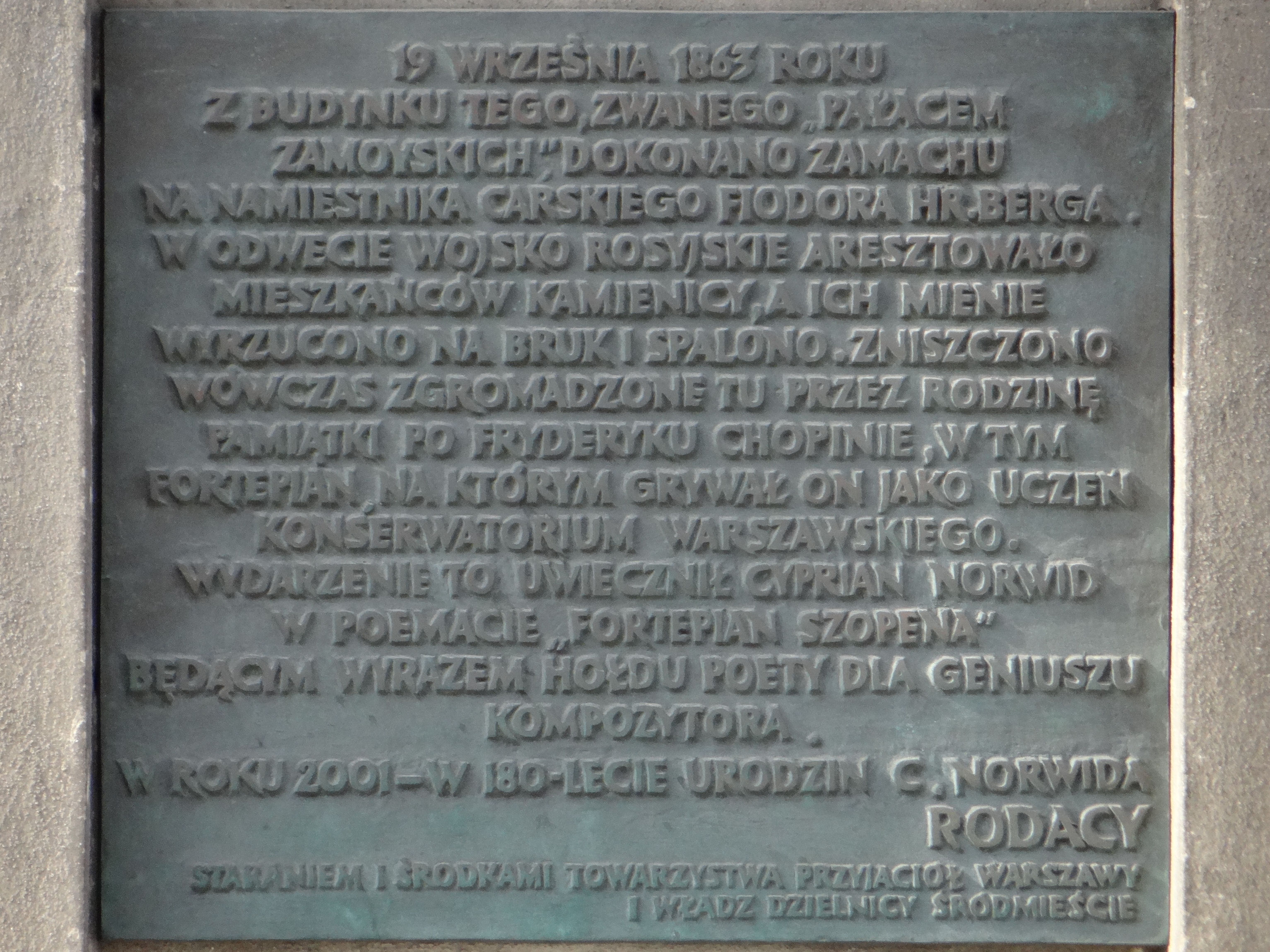
Tablica na ścianie pałacu upamiętniająca zamach i jego następstwa

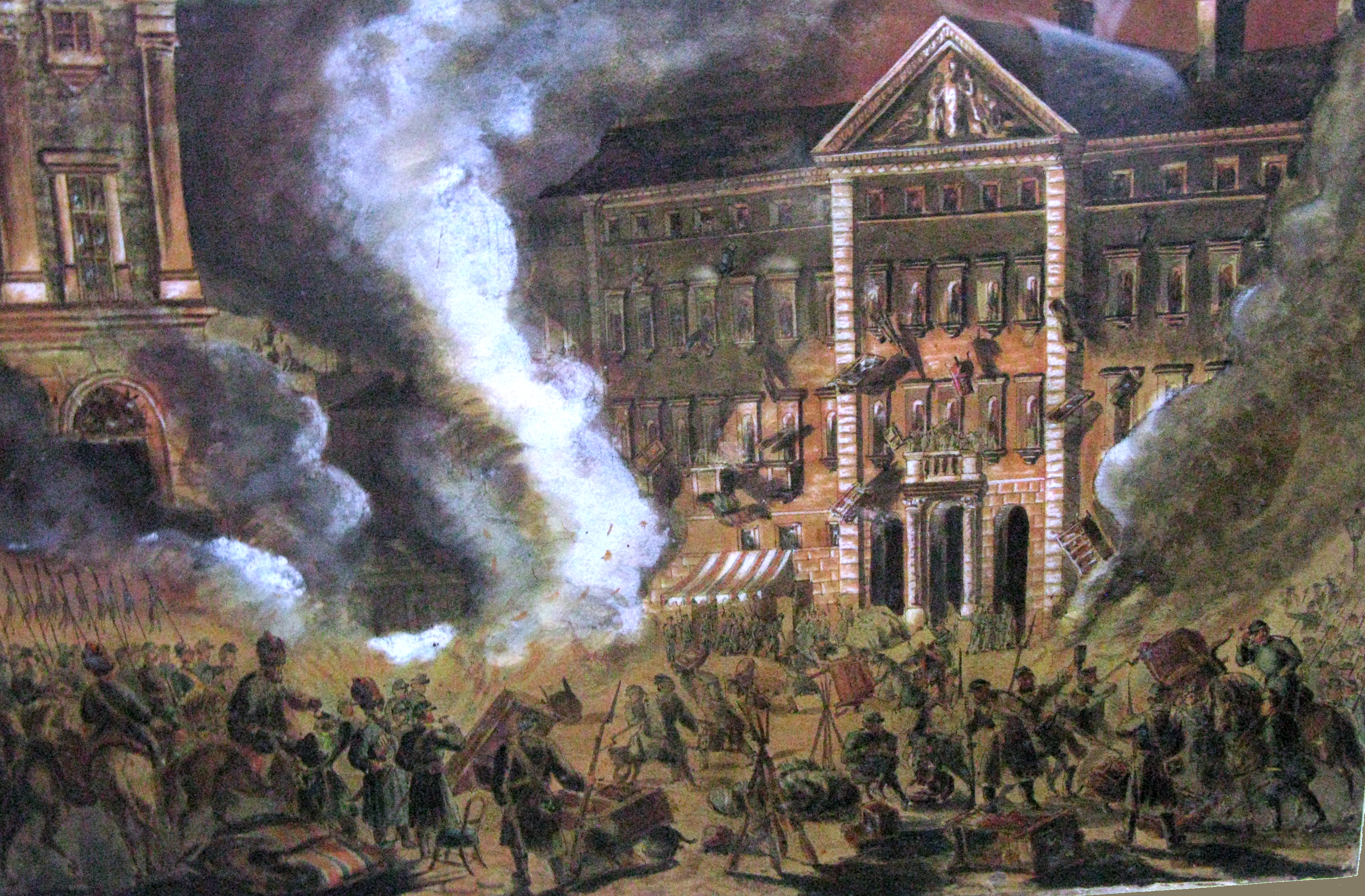
Wojsko rosyjskie demoluje pałac Zamoyskich po zamachu na Berga

Sprawców nie udało się schwytać, jednak wojsko rosyjskie wzięło odwet na mieszkańcach budynku. Za rzekomy udział w tym zamachu aresztowany i skazany na 8 lat ciężkich robót został między innymi Stanisław Antoni Zamoyski (1834–1881). Pałac splądrowano doszczętnie. Wszystkich mężczyzn zabrano do Cytadeli Warszawskiej. Meble, obrazy, książki, rękopisy wyrzucano na bruk. Żołnierze rosyjscy roztrzaskali i spalili fortepian niegdyś należący do Fryderyka Chopina oraz cenne pamiątki po kompozytorze zgromadzone przez jego siostrę, co Cyprian Kamil Norwid upamiętnił w wierszu Fortepian Szopena. Zniszczono cenną bibliotekę i wszystkie prace mieszkającego w tym gmachu sławnego polskiego orientalisty Józefa Szczepana Kowalewskiego. Rosjanie rozkradli srebra i lepszą odzież. Publicznie potem sprzedawali zrabowane suknie jedwabne po 1 rublu za sztukę. Resztę ruchomości zebrano w stos i podpalono obok pomnika Mikołaja Kopernika.